# Občina Trzin

Občina Trzin - Slovinsko

Občina Trzin je jednou z 212 občin ve Slovinsku. Rozkládá se ve Středoslovinském regionu. Je jednou z 25 občin regionu. Rozloha občiny je 8,6 km² a v lednu 2014 zde žilo 3851 lidí. Občina zahrnuje pouze vesnici Trzin.

## Poloha, popis
Po občině Odranci je druhou nejmenší občinou ve Slovinsku. Rozkládá se zhruba 9 km severně od centra Lublaně.
Sousedními občinami jsou : Mengeš na severu, Domžale na východě a Lublaň (slovinsky Ljubljana) na jihozápadě. Nadmořská výška území je zhruba od 290 m na východě až do 430 m v západní části.

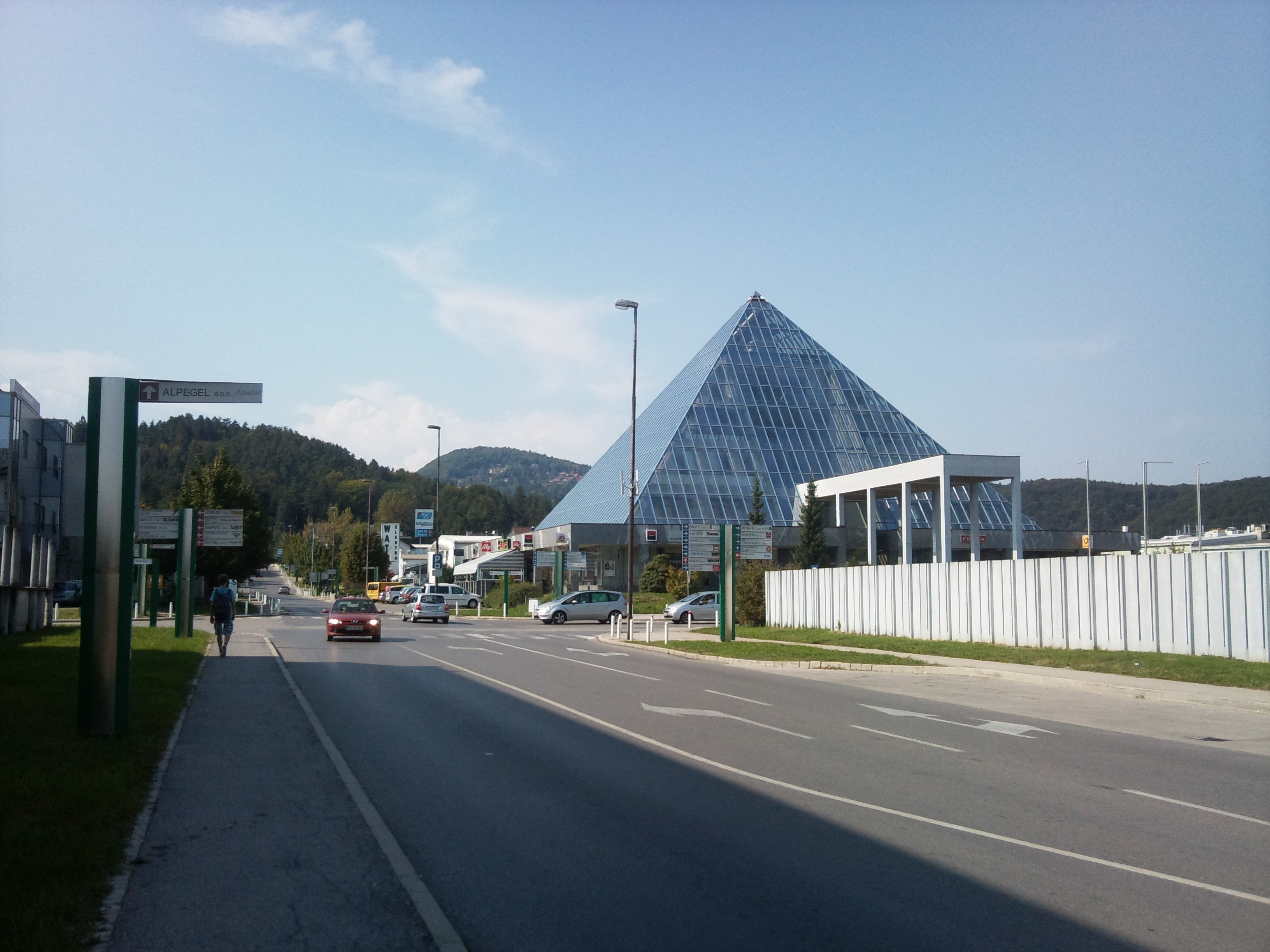
Trzin - obchodně-průmyslová zóna